# Hemin Mukriyani
Hemin Mukriyani (kurdiska ھێمن,Hêmin), född 1921 i Lachin nära Mahabad i Kurdistan, död 14 april 1986 i Urmia, var en kurdisk poet, journalist och översättare.